# Linie van Cantelmo
De Linie van Cantelmo of Cantelmolinie is een onderdeel van de Staats-Spaanse Linies en ligt in de tegenwoordige gemeente Knokke-Heist. 

## Geschiedenis
In 1604 werd door de Spaanse veldheer Ambrogio Spinola het Fort Sint-Donaas aangelegd om de scheepvaart van Sluis naar Brugge te kunnen beheersen. Graaf Paul-Bernard de Fontaine liet onder andere het Fort Isabella (1622) bouwen en verbond beide forten in 1632 door een verdedigingslinie. Ter verdediging daarvan bouwde hij nog verschillende andere forten waaronder het Fort Sint-Anna. De Linie van Fontaine bestond uit een wal met een gracht, die voorzien was van zeven redans en enkele redoutes.
In 1640 werd de linie hersteld en verzwaard door Don Andreas de Cantelmo. Ze werd nu de Linie van Cantelmo genoemd. Lang heeft deze linie niet gefunctioneerd, want door de Vrede van Münster in 1648 verviel de noodzaak ervan. De forten werden nog wel gebruikt, maar Fort Isabella werd in 1678 afgedankt, doch weer hersteld in het kader van de Spaanse Successieoorlog, waarbij het echter werd verwoest. Fort Sint-Donaas werd tijdens deze oorlog in 1702 zelfs nog uitgebreid door Menno van Coehoorn. In 1813 verdween het grootste deel ervan door het graven van de Damse Vaart.

## Heden
De Linie van Cantelmo is nog in het landschap te zien. De redans zijn herkenbaar in de loop van sloten. Wat over is van Fort Sint-Donaas ligt ten noorden van de Damse Vaart, 2 km ten westen van Sluis. Het voormalig Fort Isabella ligt 2 km ten noorden van Sint Anna ter Muiden, vlak bij gehucht De Vrede.
Het Oud Fort Sint-Donaas is nu een natuurgebied in private handen. In de onmiddellijke nabijheid hiervan heeft Natuurpunt vanaf 1998 gronden gekocht die het natuurgebied Sint-Donaaspolder vormen.